# Jérôme Clochard
Jérôme Clochard, né le 4 mai 1966 à Saint Mandé en région parisienne (France), est un artiste mosaïste français. 
Il vit et travaille au Trez-Hir à Plougonvelin dans le Finistère où il a son atelier.

## Biographie
Jérôme Clochard grandit en Bretagne avec un court séjour à Florence en Italie. Très tôt, il éprouve un réel intérêt pour les activités artistiques dont le dessin. Il intègre l’armée en 1985 et quelques années après l'unité des nageurs de combat. Pendant près de quinze années au sein de cette unité, il continue à développer son goût pour les arts plastiques, en particulier la photographie.
En 2001, il quitte l’armée, passe un CAP de carreleur-mosaïste au sein de l’A.F.P.A et effectue ses premiers travaux de décoration. La même année Jérôme Clochard va se former à la mosaïque à l'école M Comme Mosaïque de Paray-le-Monial, auprès du maître mosaïste Giovanna Galli, issue de l’École de Ravenne en Italie.
Cette formation à la reproduction de mosaïques antiques est la première d’une longue série. Il poursuit avec celles de Paolo Racagni, Verdiano Marzi et France Hogué sur les thèmes de la mosaïque contemporaine et ceux de la création. Il suit également l'enseignement du maître Marco de Luca à Ravenne en Italie.
En 2005, Jérôme Clochard crée son atelier Absolut Mosaique qui développe des activités de création, de décoration et de restauration de mosaïques.
Parallèlement à ces périodes de formation, Jérôme Clochard intègre le monde de la restauration des mosaïques anciennes grâce à des collaborations avec des acteurs français de la préservation du patrimoine comme Vinci ou Eiffage.
En 2008, il réalise ses premiers travaux de création pour des hôtels parisiens sous la direction artistique de la décoratrice Carole Picard. L’année d’après, il participe à la restauration des mosaïques de la façade du Printemps Haussmann à Paris avec la Socra.
En 2012, il restaure les mosaïques de l’Opéra-Comique de Paris. En 2016, il entame la réhabilitation des mosaïques du pavement de l’Opéra Garnier à Paris. La même année, il reçoit le prix du Geste d’or pour la restauration des mosaïques dessinées par Georges-Antoine Rochegrosse, réalisées par l'atelier René Martin et situées au sein du Mausolée de Bourgogne.
En 2017, Jérôme Clochard intervient dans la restauration de la Voiture Phoenix du train Belmond British Pullman pour lequel il reçoit à nouveau le Geste d’Or.
En 2019, toujours pour le groupe Belmond, il réalise six décors pour la création des nouvelles suites (Paris, Venise, Istambul, Prague, Vienne et Budapest) du train Venise-Simplon-Orient-Express (V.S.O.E).
En octobre 2019, il est mis à l’honneur par Ateliers d’Art de France qui publie une monographie intitulée : Jérôme Clochard : Fragments d’Émotions et reçoit le prix Métiers d’art et du Patrimoine bâti pour son projet de transmission de savoir, avec Julien Suire.
II suit une formation continue à la couleur, au dessin et à l’histoire de l’art. Depuis 2013, il est lui-même enseignant à la Maison de la Mosaïque Contemporaine et fait des conférences à l’étranger. Par ailleurs, il développe une activité d’illustration sous le pseudonyme de Jérô et publie trois ouvrages dont le dernier sur l’Opéra Garnier en 2017.
Son engagement pour le développement durable l'amène à s’impliquer en 2016 lors de la Cop 21 avec son installation Atlantes et un projet de création d’une ruche en mosaïque.

## Œuvre
Jérôme Clochard déclare être influencé par le fauvisme (Paul Gauguin, Kees van Dongen), l'expressionnisme abstrait (Joan Mitchell), Amedeo Modigliani, Antoni Tàpies, Marc Chagall et Gustav Klimt, influences se retrouvant dans son travail de création.

### Création et Décoration

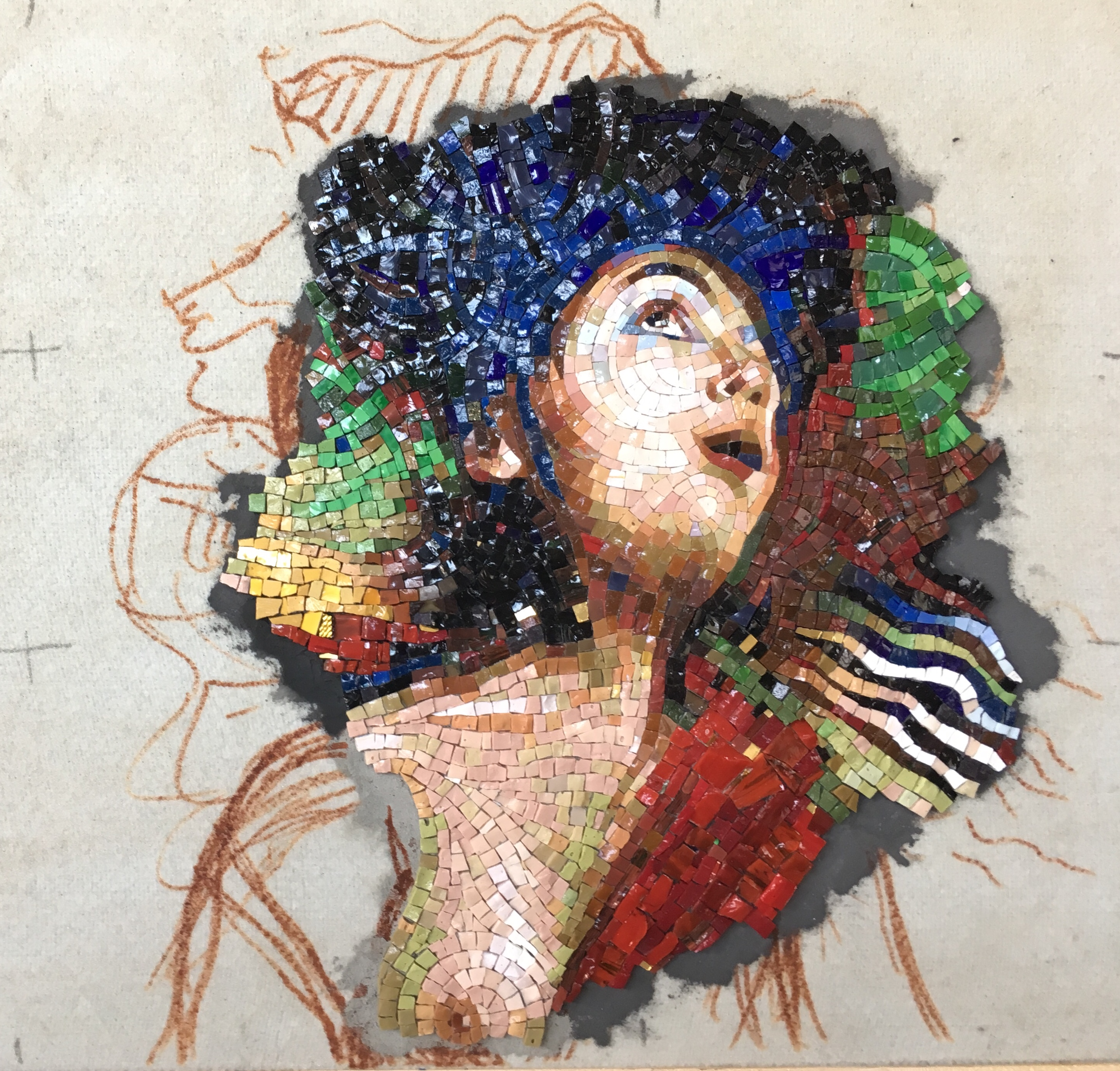
TRêve, triptyque dessin, peinture et mosaïque. Collection privée, 2018.

- 2007 : Interprétation en mosaïque de l'affiche de Théophile-Alexandre Steinlen, Hôtel le Chat Noir ***, Paris : Décoratrice Carole Picard.
- 2008 : Cercle Chromatique, décor mural pour le Color Hôtel ***, Paris. Décoratrice : Carole Picard.
- 2009 : Scappa, décor pour l'Hôtel BLC ***, Paris. Décoratrice : Carole Picard.
- 2009 : Décor floral en smalt vénitiens et ors.  Printemps Haussmann, Paris. Partenariat Socra.
- 2010 : Décor Street Art, piscine des Gayeulles, Rennes. Auteur projet : Nikolas Fouré.
- 2010 : Territoire, décor inspiré par l'oeuvre de Fabienne Verdier pour le Standard Design Hôtel***, Paris. Décoratrice Carole Picard.
- 2013 : Mademoiselle, décoration Hôtel "Mademoiselle"****, Paris. Décoratrice : Carole Picard et Virginie Brisset
- 2015 : Installation de sculptures mosaïques, cour Castille, Maison du Poitou Charentes, Poitiers.
- 2015 : Médaillon en mosaïque figurative, Musée de la truffe, Saint Ciers.
- 2017 : Danse du pertuis, direction artistique et technique du projet urbain, Les mosaïques de la Rotonde, Châtelaillon-Plage.
- 2018 : TRêve, Ode à la contemplation[17]. Triptyque esquisse, peinture et mosaïque, collection privée.
- 2019 : Ludwig Van[18], hommage au compositeur Beethoven et à sa musique, forme sculpturale 45x60, collection privée.
- 2020 : Suites du train Venise Simplon Orient Express, Voiture Léopold 1 et 2, groupe Belmond.

### Restauration
- 2005 : Mosaïque La vierge à l'enfant, église de Coulonge sur Charente.
- 2006 : Sol de la Chapelle Jeanne d'Arc, église Saint Ambroise, Paris. Partenariat Socra
- 2010 : Mosaïque de Toffoli Les enfants jouant, Charenton-le-Pont. Partenariat Socra
- 2012 : Pavement mosaïque du Ministère de l'Agriculture Paris. Partenariat Socra.
- 2012 : Église St Philippe du Roule, Paris. Monuments Historiques, partenariat Pradeau & Morin.
- 2012 : Opéra comique, Paris. Monuments Historiques, partenariat Socra.
- 2014 : Mosaïque originale, tombe de l'artiste Guillaume Cornelis van Beverloo (dit Corneille).
- 2016 : Mosaïques du pavement de l'Opéra Garnier, Paris. Monuments Historiques.
- 2016 : Mosaïques de la coupole et du transept, Mausolée de Bourgogne.
- 2017 : Lycée Albert Schweitzer, Le Raincy. Monuments Historiques, partenariat Pradeau & Morin.
- 2020 : Voiture Cygnus, train Belmond British Pullman (Oeuvre originale de Marjory Knowles)

### Illustration

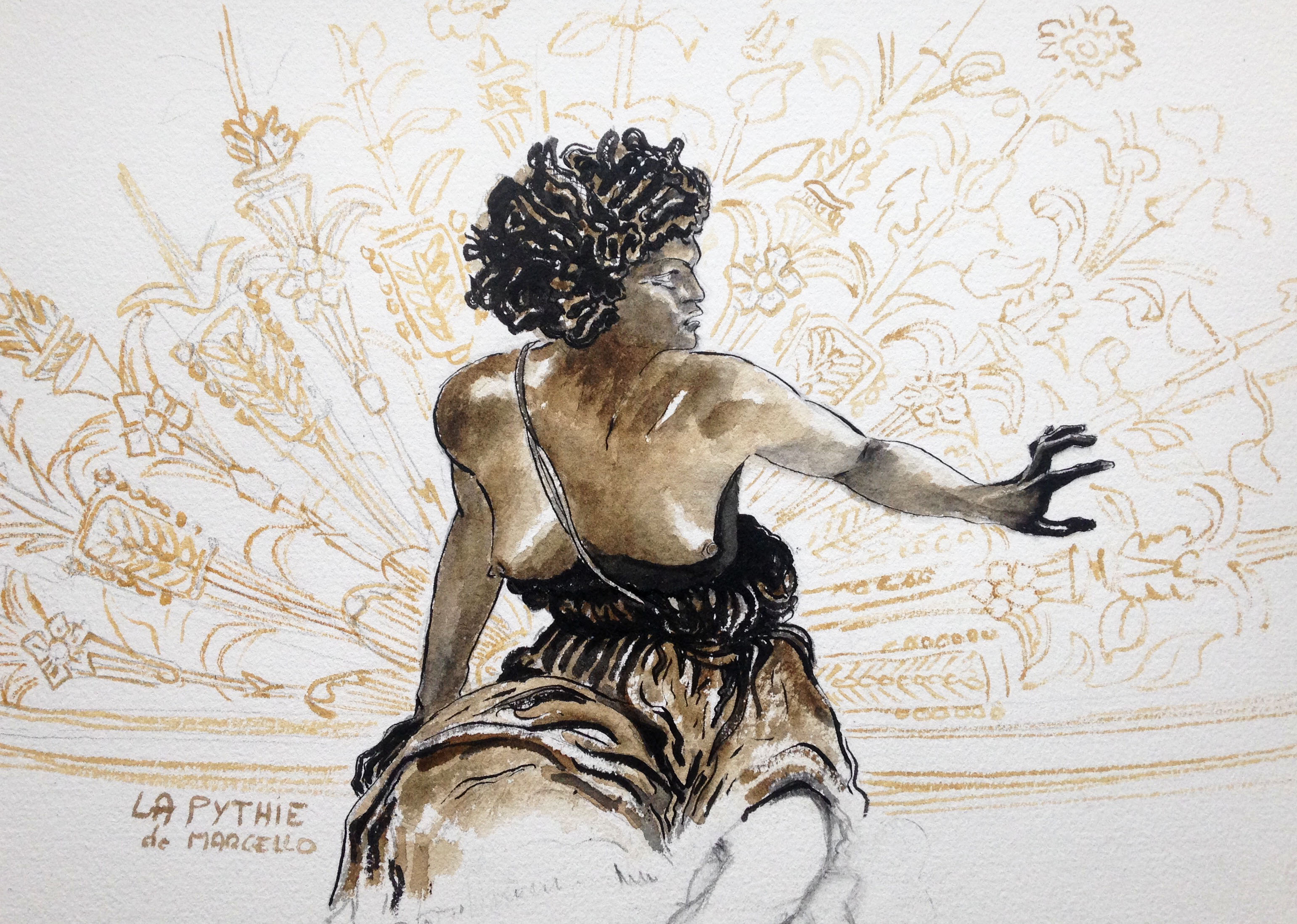
Illustration La Pythie de Marcello issue de l'ouvrage Opéra Mon Amour. 2017

Depuis ses débuts, l'artiste mosaïste explore le domaine du dessin et affectionne particulièrement l'illustration. À partir de 2015, sous le pseudonyme de Jérô, il signe trois ouvrages conçus comme des carnets de voyages lexicaux : aquarelles accompagnées de brefs commentaires.
- 2015 : Publication d'un carnet[20] d'illustrations Fouras les bains, aller simple. Travail de dessin inspiré du carnet de voyage.
- 2016 : Publication d'un carnet[21] d'illustrations Ile d'Aix intime, l'empreinte de Napoléon. Travail de dessin inspiré du carnet de voyage.
- 2017 : Publication d'un carnet[14] d'illustrations Opéra, Mon amour sur l'Opéra Garnier : en partenariat avec l'Opéra National de Paris.
- 2024 : Publication d'un carnet[22] d'illustrations Immersion sur le thème de la nage en eau froide : en partenariat avec les éditions « Vivre tout simplement »

## Expositions

### Expositions collectives
- 2006 : Exposition collective, 10 ans de création contemporaine, Paray-le-Monial
- 2008 : Exposition collective, Les Rencontres Internationales de Mosaïques, Chartres
- 2014 : Exposition internationale collective, Tour Saint-Nicolas, Paray-le-Monial

### Expositions personnelles
- 2011 : Exposition Ville de Saint Maur avec Giovanna Galli et Henry-Noêl Aubry
- 2012 : Exposition, Galerie Royale, Rochefort
- 2013 - présent : Exposition permanente, Galerie Promenarts, Île de Ré
- 2013 : Exposition hors les murs, Galerie Promenarts, Bruxelles
- 2014 : Exposition temporaire, Bait Muzna Gallery, Mascate (Sultanat d'Oman)
- 2015 - 2016 : Installation personnelle Atlantes, mosaïque immergée, Aquarium tropical de la Porte Dorée, Paris

## Prix et distinctions
- 2009 : Lauréat du prix SEMA régional sur le thème de la « Création Contemporaine » pour l’œuvre Scappa.
- 2016 : Prix Geste d’Or pour la restauration des mosaïques d'après les dessins de Georges-Antoine Rochegrosse (Mausolée de Bourgogne).
- 2017 : Prix Geste d’Or Grand Métier pour la restauration de la Voiture Phoenix du train Belmond British Pullman.
- 2019 : Lauréat[23] du prix « Métiers d’art et Patrimoine bâti », AAF/VMF.
- 2019 : L’Atelier Absolut Mosaique rejoint Les Grands Ateliers de France .